# HD138350
HD138350 — хімічно пекулярна зоря спектрального класу
A8 й має видиму зоряну величину в смузі V приблизно 10,4.